# Kebab

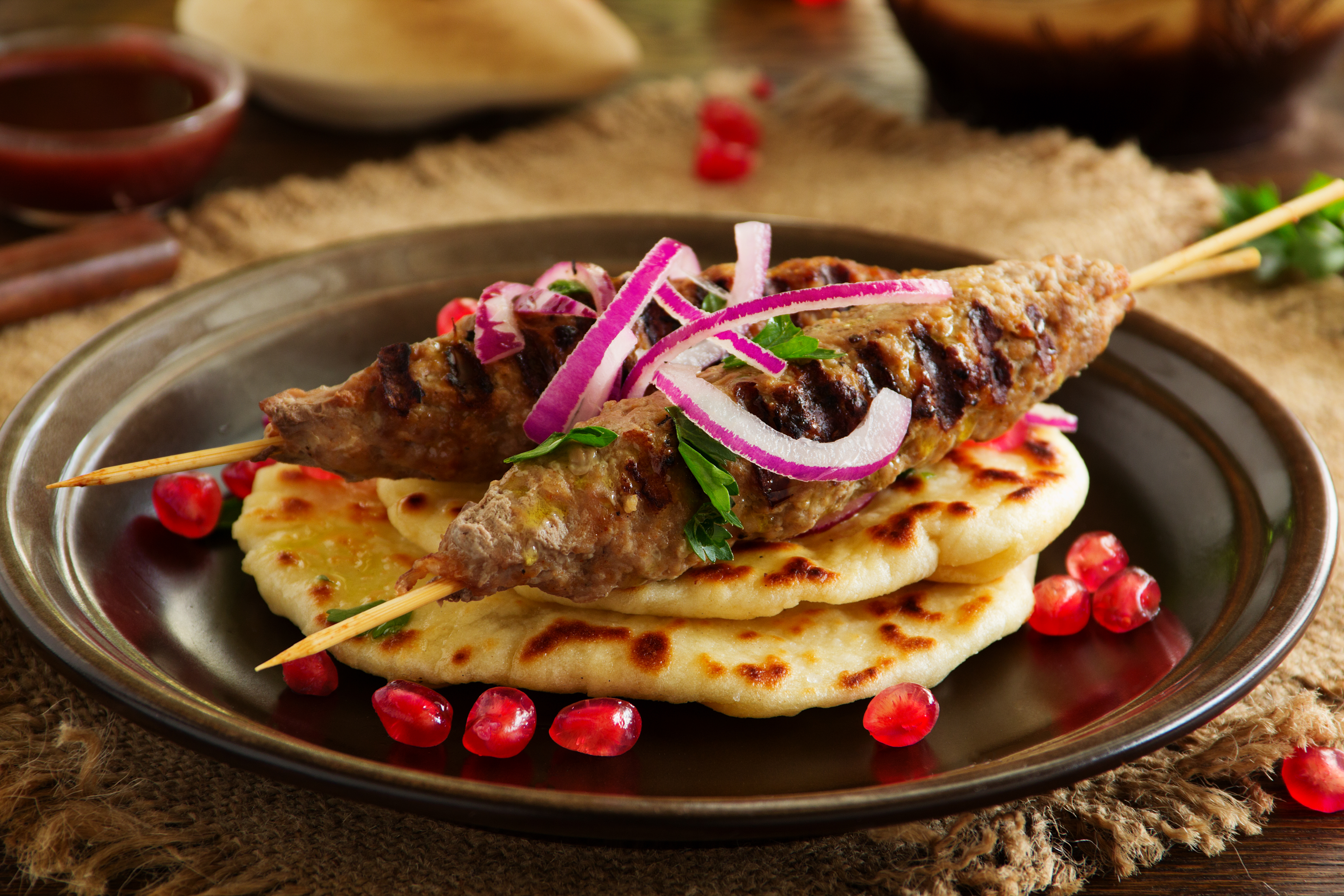
Kebab

Kebab is gebraden gekruid lams-, kalfs- of kippenvlees. De naam komt uit het Perzisch en betekent gebakken vlees. Er zijn veel verschillende soorten kebab, in Europa is döner kebab het meest populair.

## Döner kebab

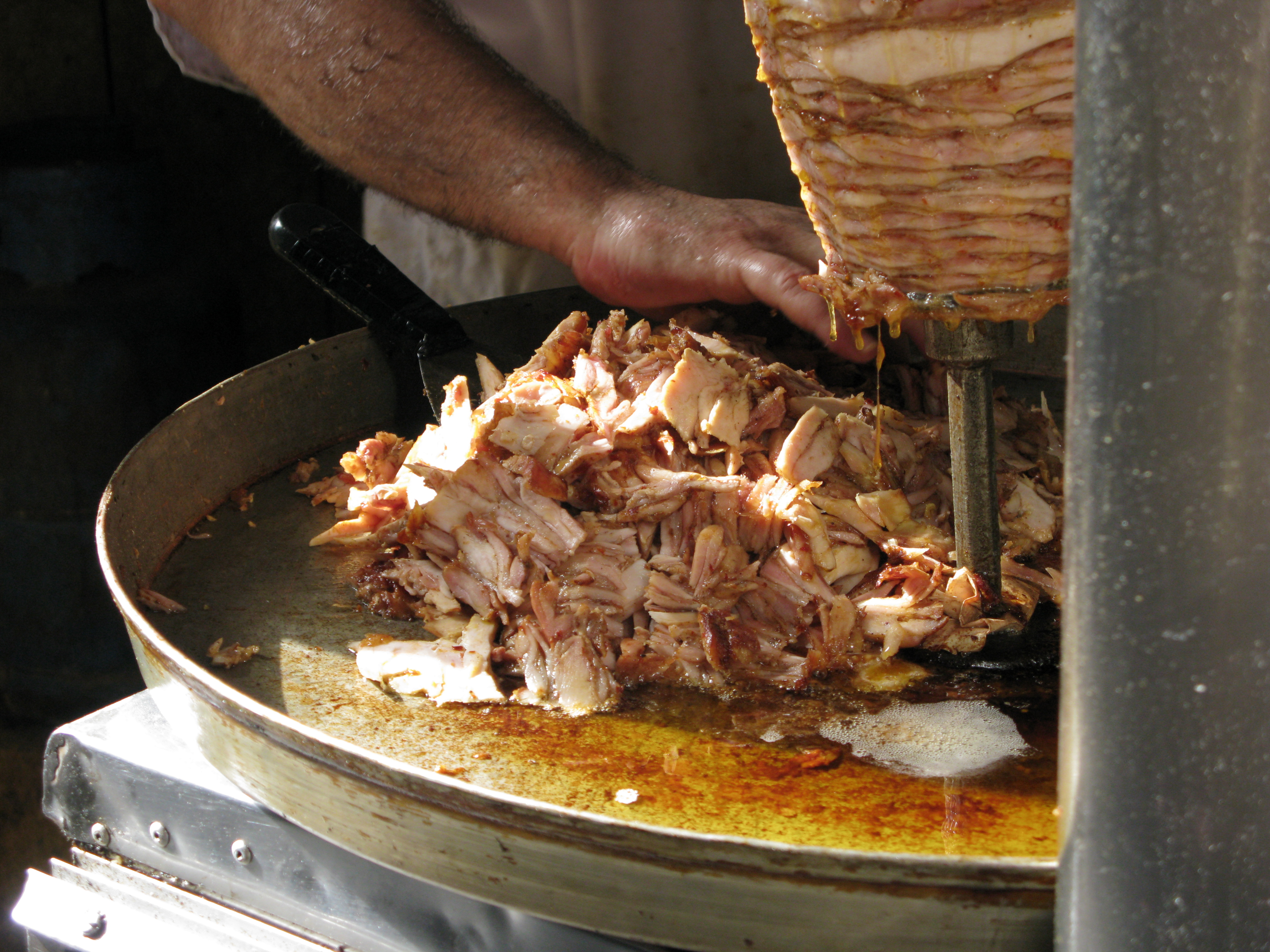
Döner kebab

De meest voorkomende kebabsoort in Europa is döner kebab. Het is een van oorsprong Turks gerecht, dat geïntroduceerd werd in Europa in de Duitse hoofdstad Berlijn door een Turkse migrant. 